# ساس-فيي
ساس-فيي: (بالألمانية: [sa:s fe:]) هي القرية الرئيسية في الساس-تال أو وادي الساس، وهي بلدية مقاطعة فيسب التي تقع في إقليم فاليه في سويسرا، أما القرى المجاورة لها هي ساس-الماجيل، وساس-قروند، وساس-بيلين.

## نظرة عامة

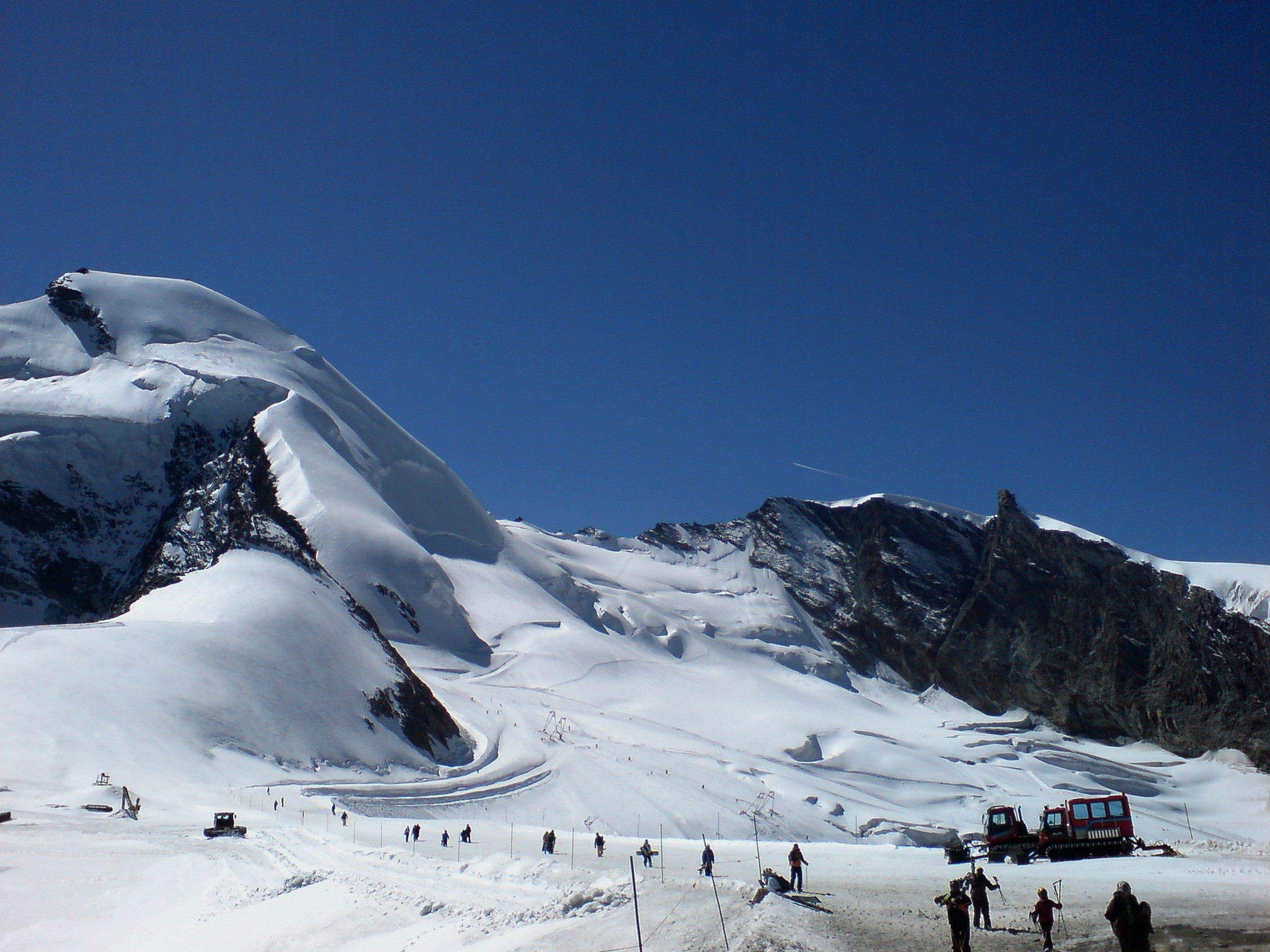
منطقة التزلج الصيفي على قمة ميتلاليلين. موقع تصوير مشهد التزلج في فيلم جيمس بوند، في الخدمة السرية لجلالتها

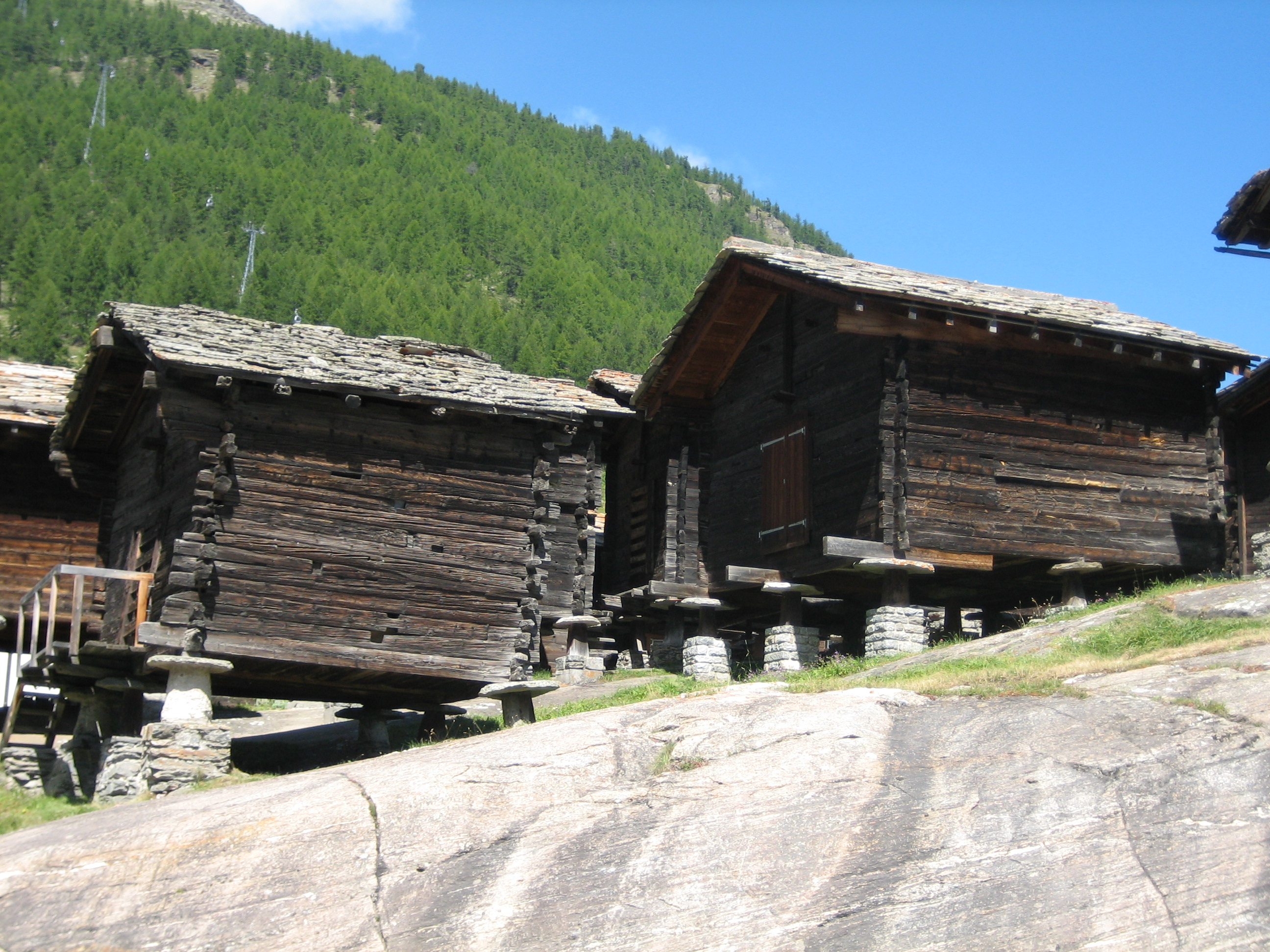
مخزن الحبوب التقليدي

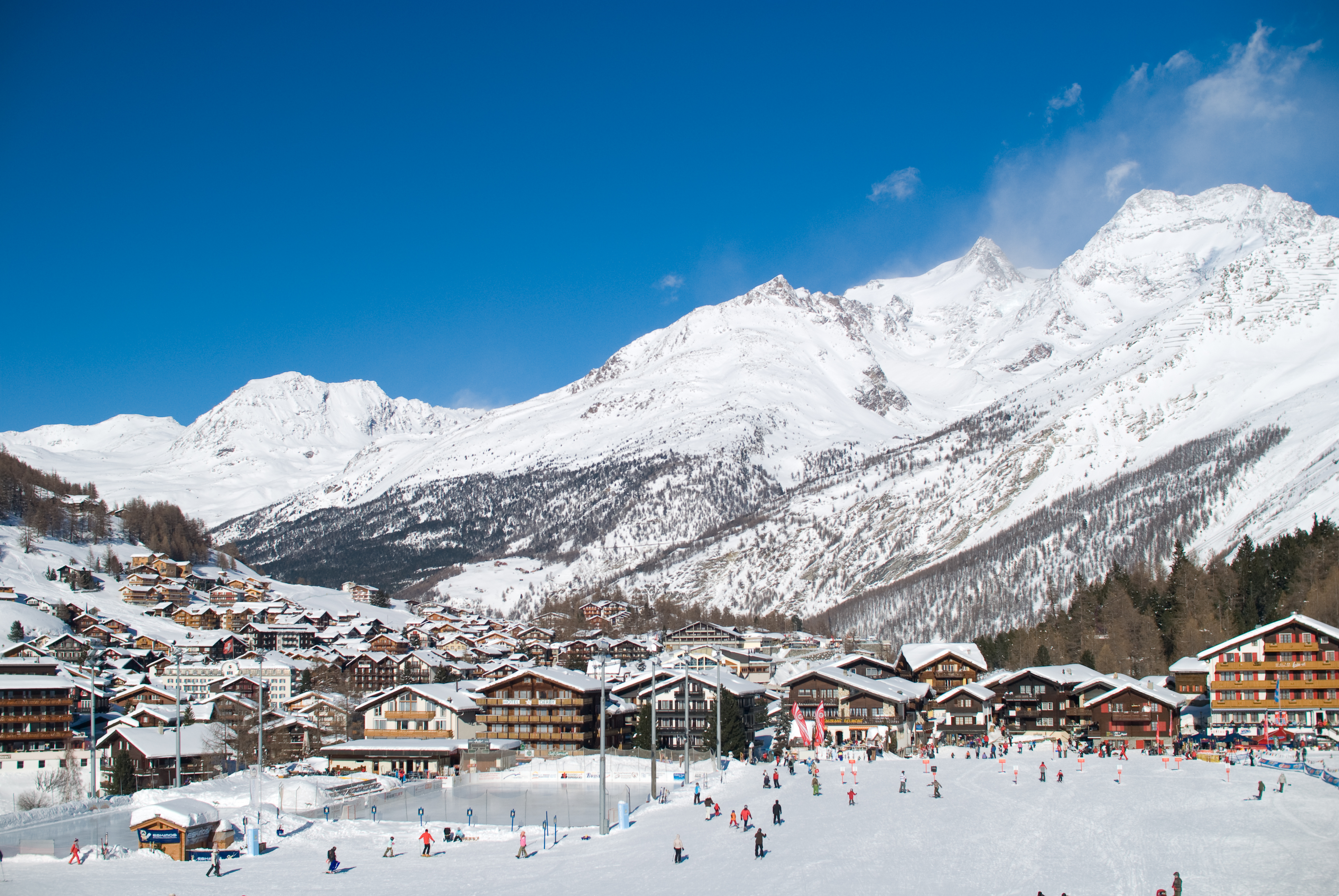
منظر ساس-فيي من أسفل المنحدرات

تقع ساس-فيي بالقرب من الأنهار الجليدية لجبلي دوم وألالينورن موفرتًا فرصًا للرياضات الشتوية على مدار العام، وهي أيضًا مجاورة لقمم جبلية مثل فيسميس، ونيدرهورن، ولينزسبيتز المشتهرة بالتسلق الجبلي صيفًا. وتعتبر هذه الجبال، الواقعة في سلسة جبال الألب السويسرية، وجهة جذابة للرياضات الشتوية، حيث تتضمن هذه الرياضات التزلج، والتزلج باللوح الأحادي، والتزلج بالأحذية الشتوية، وتسلق الشلالات الجبلية، وتسلق الجليد.
توفر ساس-فيي 22 رافعة متضمنة 3 تلفريكات، وقطار جبلي واحد (مترو ألبين)، و5 رافعات جندول (أحدها مخصصة للمشاة)، وكرسيان هوائيان، وبقية الرافعات عبارة عن رافعات سطحية. الهبوط العمودي للتزلج على المنحدرات ارتفاعه 1800م (5906 قدم)، وأعلى ارتفاع هو 3550 (11647 قدم)، حيث يغطي 100كم (62 ميل)، فالمسافة المحددة للمبتدئين في التزلج على المنحدرات هي 30 كم (19 ميل)، و45كم (28 ميل) للمتوسطين، و 25 كم (16 ميل) للمحترفين. وتشمل الفعاليات الآخرى الطيران الشراعي، والطيران المظلي، والتزلج باستخدام اللوح الهوائي.
يمكنك الوصل لساس-فيي باستخدام السيارات أو الحافلات، وتعمل الحافلات العامة أغلب اليوم حيث تمر مرة كل نصف ساعة من بريغ إلى فيسب، إلا أنها لا توفر خدماتها خارج محطات الباص خلال فصل الشتاء.لا يسمح بدخول السيارات للمدينة، بل يتم ركنها في مواقف خاصة خارجها؛ ويسمح بدخول العربات الكهربائية الصغيرة التي تعمل في الشارع وشاحنات القمامة التي تعمل على الوقود فقط. وقامت القرية بإصدار قرار منع دخول أغلب العربات للمدينة أثناء فترة تمهيد الطريق من ساس-قروند عام 1951.
يوفر منتج ساس-فيي العديد من الفعاليات الثقافية والرياضية، بما في ذلك الموسيقى الكلاسيكة، وتوفر أيضاً مطاعم وملاهي ليلية. ويضم المنتجع أعلى قطار جبلي في العالم يصل إلى منطقة التزلج، وأعلى مطعم دوار في العالم حيث يبلغ طوله 3500م (11500 قدم). والشعار السياحي لساس-فيي هو "Die Perle der Alpen" (لؤلؤة جبال الألب). ويقع في ساس-فيي الحرم الجامعي لكلية الدراسات العليا الأوربية. 
وتتطلب مبادئ تصميم منازل القرية أن تكون 40% مصنوعة من الخشب لتحافظ على طابعها المعماري.

## التاريخ
ذُكرت ساس-فيي للمرة الأولى عام 1304 باسم ڤي، فالبلدية كانت تعرف سابقاً بالاسم الفرنسي فيي (Fée)؛ ولم يعد يُستخدم ذلك الاسم بعد الآن.

## الجغرافيا
في عام 2011، بلغت مساحة ساس-فيي 40.6 كم2 (15.7 ميل2)، حيث أن 5.7% من مساحتها تستخدم في أغراض زراعية، وتم تشجير نسبة 9.5% من المساحة، واستقر على 1.3% من مساحتها المباني والشوارع و83.6% الباقية تعتبر أرض قاحلة.

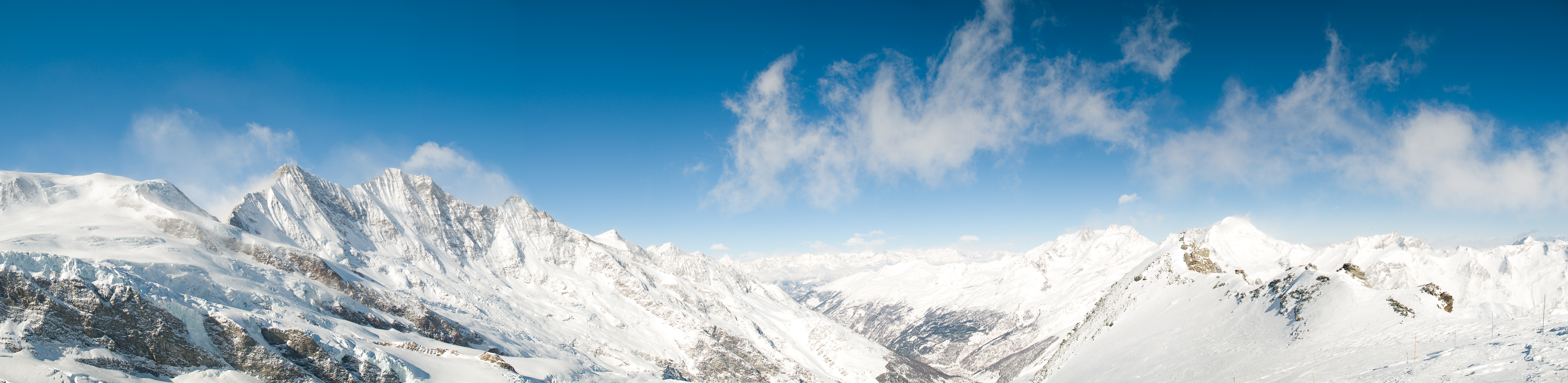
تظهر هذه البنارواما من جهة اليسار أجزاء من جبل فيقلاشير، وألفوبيل، وتيشورن، ودوم، ولينزسبيتز، أما في المنتصف السفلي تظهر ساس-فيي وساس-قروند

تقع البلدية في مقاطعة فيسب أسفل جبل دوم، حيث يحيط بالقرية ثلاثين جبل يبلغ أرتفاعها على الأقل 4000 م (13000 قدم).

## شعار النبالة
شعار النبالة يتوسطه الأحرف الثلاثة الأولى من كل كلمة لعبارة «السكة الحديدة الفدرالية السويسرية» بين نجمتين بستة زوايا، وتحتوي قاعدته على ثلاث تلال شبه دائرية عمودية.

## الإحصاء السكاني

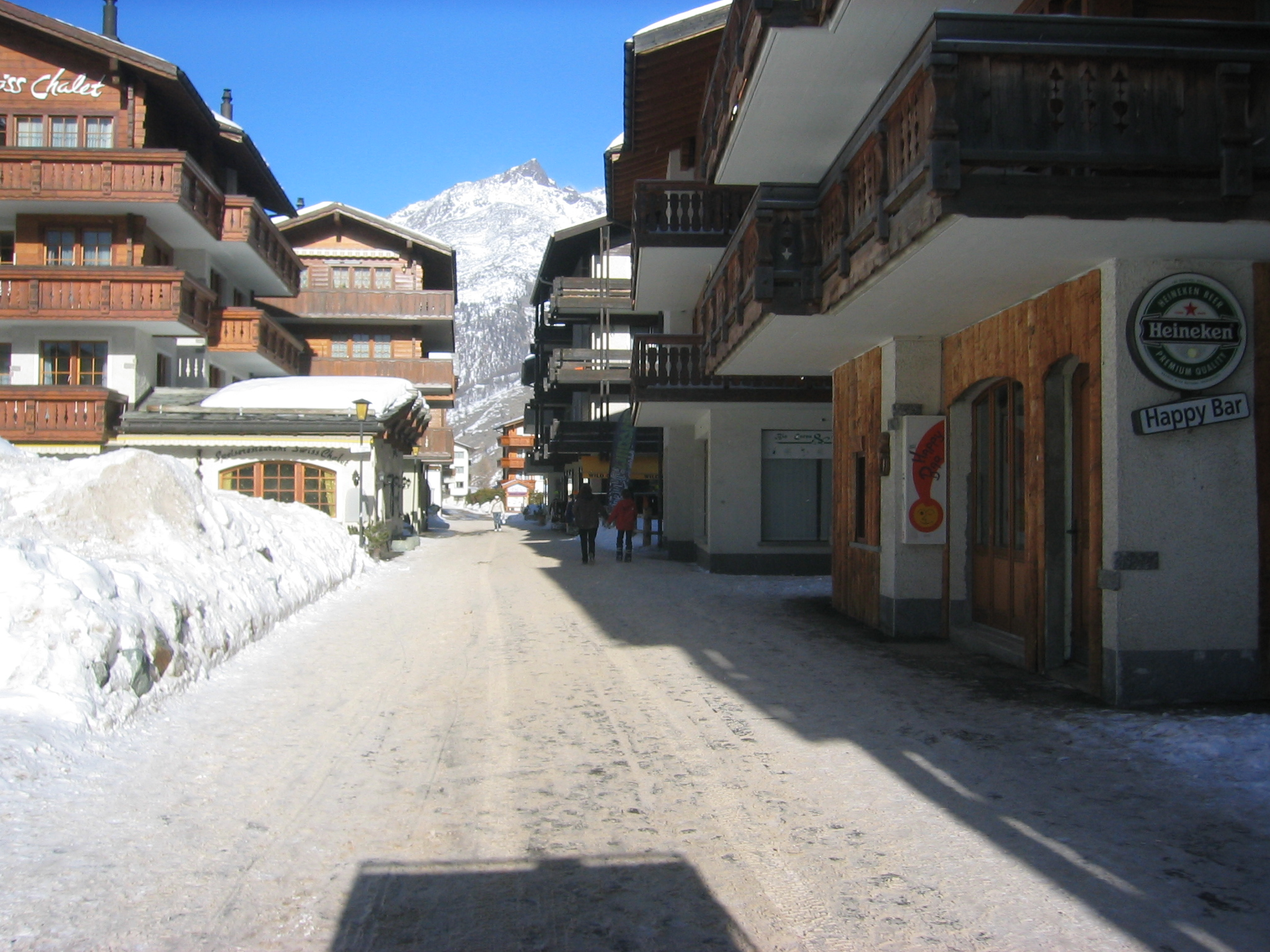
ساس-فيي

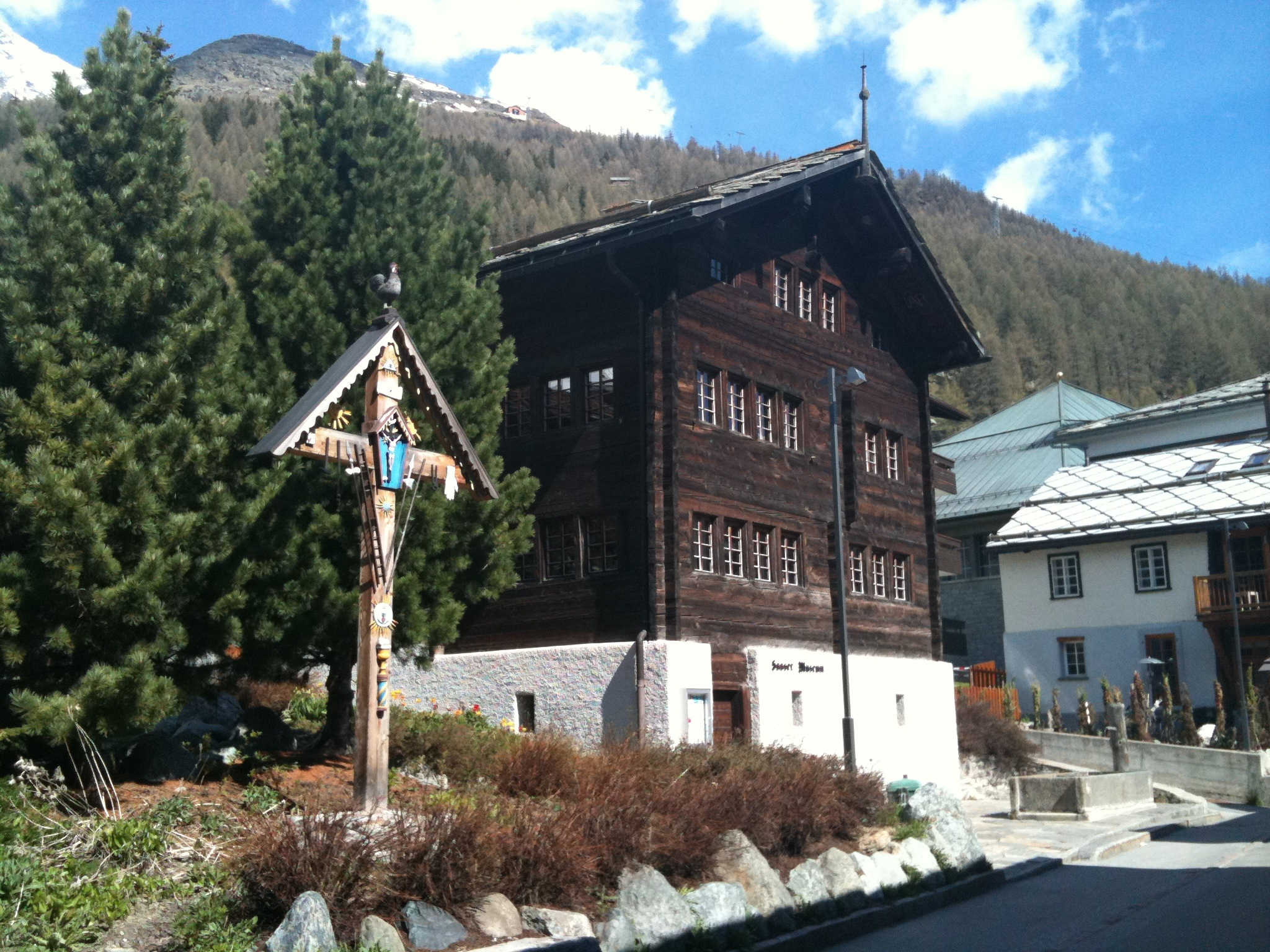
متحف في ساس-فيي

بلغ عدد سكان ساس-فيي 1659 نسمة بحسب احصائيات عام 2013 لشهر ديسمبر، وتقدر نسبة السكان الأجانب المقيمين بنسبة 28.5% بحسب احصائيات عام 2008. وتغير عدد السكان على مدى العشر سنوات الماضية (2000-2010) بمعدل 3.4%. فالتغير حصل بسبب الهجرة بمعدل 0.5% وبسبب الولادات والوفيات بمعدل 6.3%. بحسب إحصائيات عام 2000، بلغ عدد السكان المتحدثين باللغة الألمانية على أنها اللغة الأم 1243 نسمة (85.5%)، وبلغ عدد المتحدثين باللغة الصربية الكرواتية على أنها اللغة الثانية 98 نسمة (6.7%)، وبلغ عدد المتحدثين باللغة البرتغالية على أنها اللغة الثالثة 47 نسمة (3.2%). ويتحدث 16 شخص اللغة الفرنسية، و12 شخص اللغة الإيطالية، وشخصان اللغة الرومانشية.
وفي عام 2000، ولد ما يقارب 754 نسمة (51.2%) من سكان البلدية في ساس-فيي وعاشوا فيها. وولد 200 نسمة (13.8%) في نفس الإقليم، بينما ولد 207 نسمة (14.2%) في مكان آخر من سويسرا، وولد 265 نسمة (18.2%) خارج سويسرا.
وبحسب إحصائيات عام 2000، يشكل الأطفال والمراهقين (من عمر سنة – 19 سنة) نسبة 23.6%، بينما يشكل البالغين (من عمر 20 سنة – 64 سنة) نسبة 64.6%، ويشكل كبار السن (مافوق عمر 64 سنة) نسبة 11.8%.
بحسب إحصائيات عام 2000، بلغ عدد العُزاب في المقاطعة 648 نسمة، وعدد المتزوجين 717 شخص، وعدد الأرامل أو الأراملة 69 نسمة، وعدد المطلقين 20 نسمة.
في عام 2000، بلغ عدد المنازل الخاصة في البلدية 625 منزل بمعدل 2.2 شخص لكل منزل، والمنازل التي يسكنها شخص واحد فقط 243 منزل، والمنازل التي يسكنها خمس أو أكثر من الأشخاص 34 منزل. وبلغ عدد الشقق السكنية المشغولة دائماً 604 شقة (39.4%)، بينما الشقق المشغولة موسيماً 864 شقة (56.4%)، والشقق الشاغرة 64 شقة (4.2%). وفي عام 2009، بلغ معدل البناء للوحدات السكنية الجديدة 12.2 وحدة جديدة لكل 1000 مقيم. وفي عام 2012، بلغ معدل الشغور في البلدية 3.83%.
وُضح تاريخ عدد السكان في الرسم البياني التالي:

## السياسة
في الانتخاب الفدرالي الذي عقد عام 2007، احتل حزب الشعب الديمقراطي المسيحي المركز الأول حيث حظى على 64.08% من نسبة التصويت، واحتل المركز الثاني الحزب الديمقراطي الحر بنسبة 23.78%، واحتل المركز الثالث حزب الشعب السويسري بنسبة 7.06%، واحتل المركز الرابع الحزب الديمقراطي الاجتماعي بنسبة 3.2%، وكانت هذه الأربع أحزاب هي الأكثر شعبية في هذا الانتخاب. وبلغ مجموع الأصوات المُدلى بها 678 صوتًا، وكانت نسبة المقترعين 67.1%.
في انتخاب مجلس الدول الذي عقد في عام 2009، بلغ مجموع الأصوات المُدلى بها 703 صوتًا بينها 26 صوت باطل (أو ما يقارب 3.7%)، وبلغت نسبة المقترعين المشاركين 69.5% التي هي أكبر بكثير من نسبة المعدل الإقطاعي 54.67%. وفي انتخاب المجلس السويسري للدول الذي عقد في عام 2007، بلغ مجموع الأصوات المُدلى بها 666 صوتًا بينها 30 صوت باطل (أو ما يقارب 4.5%)، وبلغت نسبة المقترعين المشاركين 66.3% التي هي أكبر بكثير من نسبة المعدل الإقطاعي 59.88%.

## الاقتصاد
في عام 2010، بلغت نسبة البطالة في ساس-فيي 3.3%. وفي عام 2008، وُظف 5 أشخاص في القطاع الأولي واشتركت شركتان في هذا القطاع، ووُظف 131 شخص في القطاع الثانوي واشتركت 19 شركة في هذا القطاع، ووُظف 1169 شخص في قطاع الخدمات واشتركت 182 شركة في هذا القطاع. عمل 883 مقيم في البلدية في بعض القدرات حيث تشكل نسبة الإناث 43.8% من القوى العاملة.
في عام 2008، بلغ مجموع عدد الوظائف بدوام كامل 1197 وظيفة. بلغ عدد الوظائف في القطاع الأولي وظيفتان وكلاهما في مجال الزراعة، و124 وظيفة في القطاع الثانوي حيث كانت 34 وظيفة (27.4%) في التصنيع و87 (70.2%) في البناء. وبلغ عدد الوظائف في قطاع الخدمات 1071 وظيفة، فكانت 181 وظيفة (16.9%) في مبيعات الجملة والتجزئة وتصليح السيارات، و125 وظيفة (11.7%) في حركة وتخزين البضائع، و615 وظيفة (57.4%) في الفنادق والمطاعم، و17 وظيفة (1.6%) في التأمين والصناعة المالية، 32 وظيفة (3.0%) في التقنية والعلوم، و17 وظيفة (1.6%) في التعليم، و12 وظيفة (1.1%) في الرعاية الصحية.
في عام 2000، بلغ عدد الموظفين المنتقلين للبلدية 227 موظف وعدد المنتقلين لخارج البلدية 65 موظف. فالبلدية هي شبكة استيراد للموظفين بمقدار 3.5 موظف ينتقل للبلدية لكل موظف يرحل منها. يستقل نسبة 6.8% من السكان العاملين مواصلات النقل العامة للذهاب للعمل، بينما يستقل 4.3% منهم سيارات خاصة.

## الدين

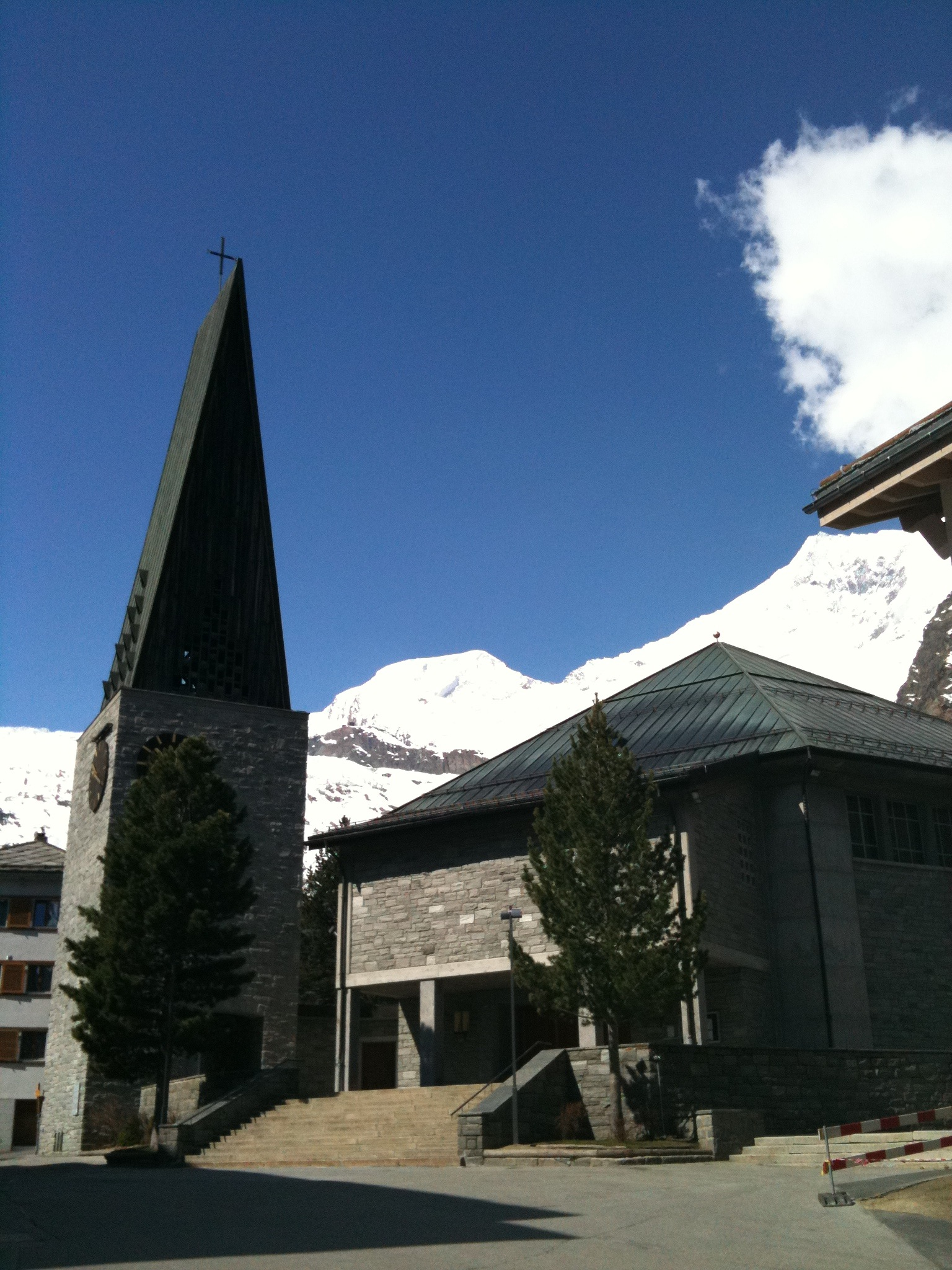
كنيسة "قلب اليسوع" في ساس-فيي

من إحصائيات عام 2000، يعتنق 1177 شخص (80.9%) للديانة الرومانية الكاثوليكية، بينما ينتمي 101 شخص (6.9%) للكنيسة البروتستانتية السويسرية. وكان 81 شخص أعضاء في الكنيسة الأثوذكسية (ما يقارب 5.57% من نسبة السكان)، وينتمي شخص واحد لكنيسة مسيحية آخرى. يعتنق شخص واحد اليهودية، بينما يعتنق 12 شخص (ما يقارب 0.83% من السكان) الإسلام، ويعتنق البوذية شخصين، وينتمي شخصان آخران لكنيسة آخرى. ولم ينتمي 22 شخص (ما يقارب 1.51% من السكان) إلى أية كنيسة حيث كانوا ملحدين، ولم يجب 55 شخص (ما يقارب 3.78% من السكان) على السؤال.

## التعليم
في ساس-فيي، أتم 613 شخص (42.2% من السكان) المرحلة الثانوية العليا غير الإلزامية، بينما أتم 133 شخص (7.8%) التعليم العالي الإضافي (سواءًا كانت جامعة أو جامعة للعلوم التطبيقية). هؤلاء الأشخص الذين أتموا التعليم العالي (133 شخص) كان منهم نسبة 65.5% من الذكور السويسريين ونسبة 19.5% من الإناث السويسريات، و9.7% من الذكور غير السويسريين و5.3% من الإناث غير السويسريات.
بلغ مجموع طلاب السنة الدراسية 2010-2011 في النظام المدرسي لساس-فيي 137 طالب. ويسمح نظام التعليم في إقليم فاليه للأطفال الصغار بدراسة سنة في الروضة غير الإجبارية، حيث يتوفر فصلين للروضة (KG1 أو KG2) و32 طالب روضة. ويتطلب النظام المدرسي في هذا الإقليم دراسة 6 سنوات في المرحلة الابتدائية، حيث بلغ عدد الفصول في ساس-فيي 8 فصول وبلغ عدد الطلاب 137 طالب في المرحلة الابتدائية. ويتكون برنامج المرحلة الثانوية من 3 سنوات لمرحلة اولية إجبارية يتبعها ثلاث إلى خمس سنوات لمرحلة متقدمة اختيارية، ويكون حضور جميع طلاب المرحلة الثانوية الاولية والعليا في ساس-فيي إلى مدرسة في بلدية مجاورة.
في عام 2000، انتدب 73 طالب من ساس-فيي إلى مدارس خارج البلدية.
وتقع المدرسة العليا الأوربية في ساس-فيي، وأنشئت في عام 1994 كمدرسة مانحة للدرجات العلمية لما بعد التخرج. ومن أبرز الفلاسفة المساهمين في تأسيس هذه المدرسة جاك دريدا وجان فرانسوا ليوتار، ويدّرس العديد من كبار المفكرين فيها إلى هذا اليوم ومنهم: سلافوي جيجك، وجوديث بتلر، وآلان باديو، وبيتر غرينواي، وجيرت لوفينك.

## الجبال
| القمة       | الارتفاع          | تُسلق لأول مرة |
| ----------- | ----------------- | ------------- |
| ألريكسورن   | 3925م (12877 قدم) | 10/08/1848    |
| ستراهلورن   | 4190م (13750 قدم) | 15/08/1854    |
| فليستشورن   | 3996م (13110 قدم) | 28/08/1854    |
| فيسميس      | 4023م (13199 قدم) | 1855/اغسطس    |
| لاغينورن    | 4010م (13160 قدم) | 26/08/1856    |
| ألالينورون  | 3198م (10492 قدم) | 28/08/1856    |
| لاتيلورن    | 4027م (13212 قدم) | 28/08/1856    |
| دوم         | 4545م (14911 قدم) | 11/09/1858    |
| نيدرهورن    | 4327م (14196 قدم) | 16/09/1858    |
| ريمبفيشورن  | 4198م (13773 قدم) | 09/09/1859    |
| ألفوبيل     | 4206م (13799 قدم) | 09/08/1860    |
| تيشورن      | 4490م (14730 قدم) | 30/07/1862    |
| بالفرين     | 3795م (12451 قدم) | 06/07/1863    |
| هوهبيرغورن  | 4219م (13842 قدم) | 1869          |
| زودلنس      | 4294م (14088 قدم) | 1870          |
| بورتينغارت  | 3653م (11985 قدم) | 07/09/1871    |
| سونيغورن    | 3487م (11440 قدم) | 1879/اغسطس    |
| دورينورن    | 4034م (13235 قدم) | 07/09/1879    |
| فيشوبف      | 3888م (12756 قدم) | 28/07/1883    |
| ستيكنادلورن | 4242م (13917 قدم) | 08/08/1887    |

## في الثقافة الشعبية
في عام 1984، صُور في ساس-فيي الفديو الموسيقي لأغنية الفرقة الغنائية البريطانية وام! الناجحة التي هي بعنوان «الكرسميس الآخير»، ألصق على التلفريك المستخدم للوصول إلى أعلى الجبل كلمة «ساس-فيي» بالخط النموذجي لساس-فيي. وأُصدر هذا التلفريك كأداة فنية، واستبدل الآن باصدار أحدث يمتد بين حافة ساس-فيي وفيلسكين حيث يعتبر أعلى من الارتفاع الطبيعي للمباني السكنية. وكانت مدينة ساس-فيي إحدى المدن من الجزء الثاني في رواية المزيّفون (بكسر الياء) للكاتب الفرنسي أندريه.

## مواطنون ومقيمون بارزون
- ارنولد اندينماتين (ولد في عام 1922، متزلج.
- الكسندر برقينر (ولد في عام 1845 – توفي في عام 1910، مرشد سياحي في المناطق الجبلية).
- كلير دينيس (صانعة أفلام فرنسية تعيش في ساس-فيي).
- كارل تسوكماير (ولد في عام 1869 – توفي في عام 1977، كاتب ألماني مدفون في ساس-فيي).
- ماتياس زربريقين (ولد في عام 1856 – توفي في عام 1917، متسلق جبال).
- فريدريك كالبرماتن (ولد في عام 1981، متزلج).

## اقرأ أيضًا
- Brig-Visp-Zermatt railway [الإنجليزية]

## وصلات خارجية
- www.saas-fee.ch
- Saas-Fee in summer
- Saas-Fee in winter